# Московская государственная академия ветеринарной медицины и биотехнологии — МВА имени К. И. Скрябина
Московская государственная академия ветеринарной медицины и биотехнологии (МГАВМиБ) — высшее учебное заведение в Москве. Готовит бакалавров, специалистов и магистров по направлениям: ветеринария, ветеринарно-санитарная экспертиза, биология- бакалавриат (с профилизацией биофизика, биохимия, биоэкология), биология — магистратура (направление биотехнология), зоотехния, товароведение.

## История
В 1919 году (по другим данным в 1920 году) в Москве были открыты Московский высший зоотехнический институт (МВЗИ) (Смоленский бульвар, дом № 19) председателем организационного комитета (ректором), в (1920 — 1921 годах), был профессор М. М. Щепкин и Московский ветеринарный институт (Пименовский переулок, дом № 5).

Московский зоотехнический институт, имевший небольшую численность студентов, располагался в трёх зданиях: одно трёхэтажное и два двухэтажных … все строения Московского института … были в самом деле весьма скромными. Но его содержание, его профессорская начинка, интереснейшая программа учебного курса, отличные хозяйства, его потенциальная и действительная возможность общения со многими вузами, с таким чудесным культурным центром, как Москва — всё это ставило институт в особо благоприятное положение. Этому способствовало размещение здесь же, возле института, Московского общества сельского хозяйства, которое давало возможность знакомства с самой передовой сельскохозяйственной наукой, лучшей практикой ведения сельского хозяйства, с чем можно было ознакомиться на часто созываемых совещаниях или заседаниях Общества и практикуемых регулярно лекциях лучших лекторов — проф. Д. Н. Прянишникова, проф. Фортунатова, многих профессоров Петровской академии и других. Словом, я попал в великолепную школу, которую умело создала талантливый организатор Маргарита Васильевна Фофонова, та самая М. В. Фофонова, у которой в последние дни перед Великой октябрьской социалистической революцией находился на нелегальной квартире В. И. Ленин и откуда он ушёл накануне восстания в бурлящий Смольный … .— Фрагмент воспоминаний Н. И. Захарьева учёного-зоотехника, поступившего в МВЗИ в 1922 году.
В 1923 году Московский высший зоотехнический институт (МВЗИ) размещался по адресу: Смоленский бульвар, дом № 57, № телефона 1-90-18.

В 1925 году Московский ветеринарный институт был переведен в Ленинград. При Московском высшем зоотехническом институте (МВЗИ) был открыт ветеринарный факультет, и институт был переименован в зоотехнический (без высшего).

В 1929 году назывался Московский зоотехнический институт (МЗИ) в состав института вошло военно-ветеринарное отделение, основанное в 1925 году и переведённое в Москву из Казани.

В 1930 году, постановлением СНК, Московский зоотехнический институт был реорганизован, на его основе созданы 4 специализированных института: коневодства (МЗИКК), крупного рогатого скота, овцеводства и зооветеринарии (на Смоленском бульваре, в его состав вошли два факультета: ветеринарный и военно-ветеринарный).

В 1931 году для зооветеринарного института был построен анатомический учебный корпус и общежитие.

В 1935 году военно-ветеринарный факультет был реорганизован в Военно-ветеринарный институт. В Московском зооветеринарном институте остался ветеринарный факультет и факультет коневодства.

В 1937 году зооветеринарный институт был переведён в Черёмушки, а военно-ветеринарный институт остался в Кузьминках и 9 ноября 1938 года был преобразован в Военно-ветеринарную академию.

В 1941 году Московский зооветеринарный институт, являлся вузом Наркомзема СССР и имел почтовый адрес: город Москва, Черемушки.

Во время войны Московский зооветеринарный институт был эвакуирован в Петропавловск (Казахская ССР), Военно-ветеринарная академия — в Самарканд (Узбекская ССР).

В 1943 году Московский зооветеринарный институт вернулся в Москву и разместился в Черёмушках на базе Всесоюзного научно-исследовательского института животноводства, а также занял 12-й корпус Тимирязевской сельскохозяйственной академии.

В 1948 году согласно Постановлению Совета Министров СССР от 17 мая 1948 года № 1630 и приказу Министра высшего образования СССР от 28 мая 1948 года № 751 Военно-ветеринарная академия и Московский зооветеринарный институт были реорганизованы в Московскую ветеринарную академию с оставлением при академии военно-ветеринарного, ветеринарного и зоотехнического факультетов.

С 1 сентября 1954 года в связи с переводом МЗИК, в город Ижевск, его студенты 4-го и 5-го курсов были переведены для обучения в академию, а студенты 2-го и 3-го курсов бывшего МЗИК убыли в Ижевск

С января 1955 года в связи с упразднением Московского пушно-мехового института (Балашиха) в состав академии были переданы товароведческий и ветеринарный факультеты.
В 1956 году военно-ветеринарный факультет был расформирован. В том же году организован заочный факультет по ветеринарной специальности, в 1959 году — постоянно действующие курсы повышения квалификации зоотехников и ветеринарных работников по племенному делу и искусственному осеменению.
В 1960 году образован факультет усовершенствования ветеринарных врачей и зоотехников, в 1969 году организованы подготовительные курсы для выпускников сельских школ.
В 1969 году за заслуги в подготовке специалистов для народного хозяйства и развитии научных исследований в области ветеринарии и зоотехнии Московская ветеринарная академия была награждена орденом Трудового Красного Знамени и стала именоваться Московской ордена Трудового Красного Знамени ветеринарной академией (Указ Президиума Верховного Совета СССР от 19 декабря 1970 года).
Постановлением Совета Министров РСФСР № 66 от 12 февраля 1973 года Московской ордена Трудового Красного Знамени ветеринарной академии присвоено имя академика Константина Ивановича Скрябина (1878—1972).
Постановлением Совета Министров СССР № 766—239 от 19 августа 1977 года при академии создан Военно-ветеринарный факультет на базе 43-х офицерских курсов ветеринарной службы, а 4 апреля 2001 года постановлением Правительства Российской Федерации создан Военно-ветеринарный институт. Позже расформирован.
Приказом Госагропрома СССР № 451 от 30 июня 1988 года на базе академии было создано Учебно-методическое объединение (УМО) в области зоотехнии и ветеринарии.
В 1994 году Московская ордена Трудового Красного Знамени ветеринарная академия имени К. И. Скрябина была переименована в Московскую государственную академию ветеринарной медицины и биотехнологии имени К. И. Скрябина (МГАВМиБ им. К. И. Скрябина).
21 октября 2019 года Ветеринарной академии исполнилось 100 лет. 
8 декабря 2024 года коллектив Московской государственной академии ветеринарной медицины и биотехнологии имени К. И. Скрябина награжён орденом Почёта за заслуги в подготовке высококвалифицированных специалистов для агропромышленного комплекса России и научно-педагогической деятельности.

### Ректоры
- Митрофан Митрофанович Щепкин (1919—1921)
- Николай Андрианович Михин (1919—1922)[5]
- Алексей Романович Евграфов (1922)[6]
- Маргарита Васильевна Фофонова, председатель правления и ректор МВЗИ (1925)[7], в других источниках Фофанова.
- В. Н. Соколов (1925—1930)
- А. Х. Митрофанов (1930—1938)
- Г. М. Комаровский (1939—1944)[5]
- Виктор Михайлович Коропов (1944—1959)
- Иван Ефимович Мозгов (1959—1961)
- Сергей Иванович Афонский (1961—1968)
- Владимир Петрович Шишков (1968—1973)
- Владимир Михайлович Данилевский (1973—1979)
- Алексей Дмитриевич Белов (1979—1998)
- Евгений Сергеевич Воронин (1998—2008)
- Фёдор Иванович Василевич (2008—2019)
- Сергей Владимирович Позябин (с 2019)

## Факультеты
В состав академии входят пять факультетов: ветеринарной медицины, ветеринарно-биологический, факультет товароведения и экспертизы сырья животного происхождения, факультет зоотехники и агробизнеса, заочного и очно-заочного (вечернего) обучения.
- Факультет ветеринарной медицины (ФВМ). С 2020 года деканом факультета является П. Н. Абрамов, профессор, д.б.н.
- Факультет зоотехнологий и агробизнеса (ФЗТА)
- Ветеринарно-биологический факультет (ВБФ). Факультет основан в 1966 г. В настоящее время[когда?] деканом факультета является Е.Н. Ярыгина, профессор, д.б.н.
- Факультет товароведения и экспертизы сырья животного происхождения (ТЭС). В настоящее время[когда?] деканом факультета является М. В. Новиков, доцент, к.т.н.
- Факультет заочного и очно-заочного (вечернего) обучения возглавляет А.А. Дельцов, профессор, д.в.н.
- Факультет ветеринарной медицины (ФВМ) 
  - Кафедра анатомии и гистологии животных имени А. Ф. Климова (2007 год)
  - Кафедра общей патологии (включает в себя отделения патфизиологии и патанатомии) (2013 год)
  - Кафедра биологии и патологии мелких домашних, лабораторных и экзотических животных (1994 год)
  - Кафедра ветеринарно-санитарной экспертизы (1922 год)
  - Кафедра диагностики болезней, терапии, акушерства и репродукции животных (2014 год)
  - Кафедра микробиологии (1919 год)
  - Кафедра паразитологии и инвазионных болезней животных (1920 год)
  - Кафедра фармакологии и токсикологии им. И. Е. Мозгова
  - Кафедра физиологии животных им. А. Н. Голикова (1919 год)
  - Кафедра ветеринарной хирургии
  - Кафедра эпизоотологии и инфекционных болезней (1922 год)
  - Кафедра организации и экономики ветеринарного дела (1972 год)
  - Кафедра ветеринарной иммунологии (2004 год)
  - Кафедра философии и социально-гуманитарных наук (1919 год «Гуманитарная кафедра политической экономии»)
- Факультет зоотехнологий и агробизнеса (ФЗТА)
  - Кафедра генетики и разведения животных имени В. Ф. Красоты (1919 год)
  - Кафедра крупного животноводства и механизации (1920)
  - Кафедра мелкого животноводства (2013 год)
  - Кафедра кормления и кормопроизводства (1921 год)
  - Кафедра зоогигиены и птицеводства им. А. К. Даниловой (1924 год)
  - Кафедра экономики, организации и управления сельскохозяйственным производством (1921 год)
- Ветеринарно-биологический факультет (ВБФ)
  - Кафедра химии им. профессоров С. И. Афонского, А. Г. Малахова (2013 год)
  - Кафедра радиобиологии и биофизики им. академика РАСХН, профессора А. Д. Белова (2013 год)
  - Кафедра вирусологии и микробиологии им. академика В. Н. Сюрина (1965 год)
  - Кафедра информационных технологий, математики и физики (1989 год)
  - Кафедра биотехнологии (1998 год)
- Факультет товароведения и экспертизы сырья животного происхождения (ТЭС) 
  - Кафедра товароведения, технологии сырья и продуктов животного и растительного происхождения им. С. А. Каспарьянца (2014 год)
  - Кафедра зоологии, экологии и охраны природы им. профессора А. Г. Банникова (1932 год)
  - Кафедра иностранных и русского языков (1948 год)
  - Кафедра физического воспитания (1948 год)

## Известные преподаватели
- См. Категория:Преподаватели Московской академии ветеринарной медицины и биотехнологии

## Известные выпускники
- См. Категория:Выпускники Московской академии ветеринарной медицины и биотехнологии